# Витаич, Анте
Анте Витаич (хорв. Ante Vitaić; род. 7 июня 1982, Сплит) — хорватский футболист, полузащитник

## Биография
Воспитанник клуба «Хайдук» (Сплит), в основу которого пробиться так и не сумел, за что был отдан в аренду в нижелиговый клуб «Мосор», где провел четыре года. В начале 2005 года, после удачной игры (7 голов в 16 матчах Второй лиги) был возвращен в «Хайдук», однако пробиться в основу опять не смог, сыграв лишь в кубковой встрече.
Не желая возвращаться в аренду, Витаич разорвал контрактов с клубом и на правах свободного агента летом 2005 года подписал контракт с «Осиеком». Сыграл за команду из «Осиек» следующие три сезона своей игровой карьеры.
В течение сезона 2008 года защищал цвета норвежского «Хамаркамератене».
В начале 2009 года вернулся на родину, подписав контракт со «Сплитом», с которым за два сезона смог подняться с третьего до элитного хорватского дивизиона.